# Novoandriivka (Novoandriivka), Simferopol
Novoandriivka (în ucraineană Новоандріївка) este localitatea de reședință a comunei Novoandriivka din raionul Simferopol, Republica Autonomă Crimeea, Ucraina.

## Demografie
Componența lingvistică a localității Novoandriivka
     Rusă (75,15%)
     Ucraineană (19,74%)
     Tătară crimeeană (4,22%)
     Alte limbi (0,6%)
Conform recensământului din 2001, majoritatea populației localității Novoandriivka era vorbitoare de rusă (75,15%), existând în minoritate și vorbitori de ucraineană (19,74%) și tătară crimeeană (4,22%).